# Gabriel Barylli

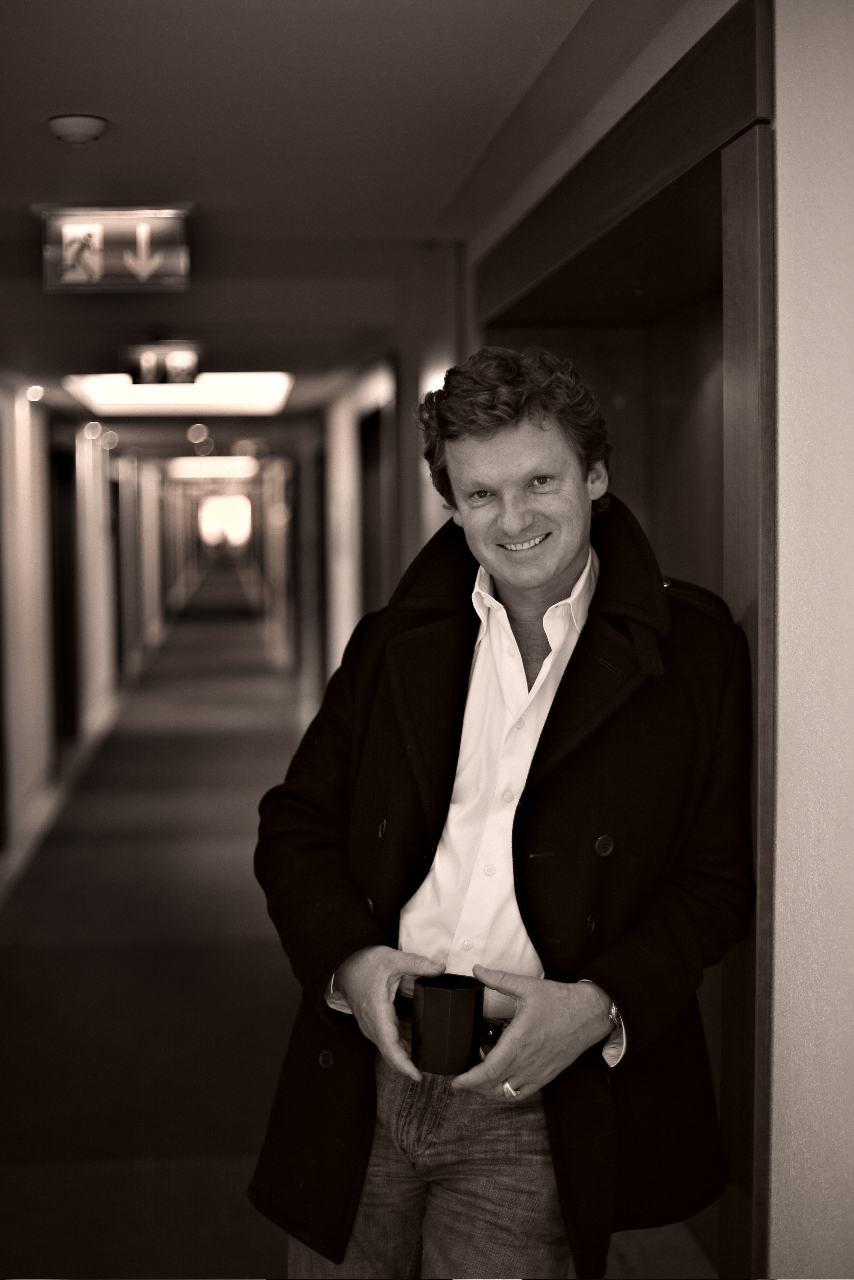
Gabriel Barylli (2008)

Gabriel Barylli (* 31. Mai 1957 in Wien) ist ein österreichischer Schriftsteller, Schauspieler und Regisseur.

## Leben
Gabriel Barylli entstammt einem musikalischen Elternhaus. Sein Vater Walter Barylli war langjähriger Konzertmeister und Vorstand der Wiener Philharmoniker, seine Mutter Elsa Sängerin.
Er absolvierte eine Schauspiel- und Regieausbildung am Max-Reinhardt-Seminar und wurde 1979 am Burgtheater engagiert. Es folgten Verpflichtungen am Wiener Burgtheater als Autor, Regisseur und Schauspieler, sowie am Schillertheater Berlin, bei den Salzburger Festspielen und am Theater in der Josefstadt. 1980 debütierte Barylli als Filmschauspieler in Der Schüler Gerber.
Sein erster Roman Butterbrot (1988) wurde über 200.000 Mal verkauft. Seit der Bühnen-Uraufführung im selben Jahr spielten über 120 Bühnen das Stück, unter anderem in New York City und Rom. Sein Stück Honigmond wurde ebenfalls häufig inszeniert. Beide Theaterstücke wurden von Barylli als Autor, Regisseur und Hauptdarsteller für das Kino verfilmt. Für Butterbrot bekam Barylli 1989 den Bayerischen Filmpreis für die besten Dialoge.
Für das Mozart-Jubiläumsjahr schrieb Barylli im Auftrag der Wiener Kammeroper die konzentrierte Fassung der Zauberflöte – „Sarastros Traum“, die 2005 uraufgeführt wurde.
Im Jahr 2011 war er im Kinofilm Baked Beans verantwortlich für Regie, Hauptrolle, Drehbuch.
2012 erschienen der erste Teil der Trilogie der Sehnsucht – Paradies sowie der zweite Teil Beginn. 2013 veröffentlichte Barylli den Roman Der Brief eines Vaters an seinen Sohn sowie den dritten Teil der Trilogie, Wahrheit. 2014 hatte Baryllis Stück Showtime im Alten Schauspielhaus Stuttgart Welturaufführung. 2014 hatte die englische Version von Butterbrot unter dem Titel Chickenshit in New York Uraufführung. 2015 war Welturaufführung mit dem Musical Cherubim in Villach, die er in Regie und Drehbuch vollendete. In den Folgejahren wurde sein Stück Sommerabend in Köln (2019), Essen (2018), Düsseldorf (2017) und auch in der Komödie im Bayerischen Hof in München (2019) zur Aufführung gebracht und 2019 auch das Musical Ich war noch niemals in New York (2007) als Kinofilm Ich war noch niemals in New York in die Kinos gebracht. 2019 startete Baryllis neueste Romanserie Die Botschaft des Himmels, von der bereits zwei Teile erschienen sind.
Barylli ist seit 2008 in fünfter Ehe mit der Schauspielerin Sylvia Leifheit verheiratet.

## Kritik
Anlässlich seiner Bearbeitung der Zauberflöte für das Jubiläumsjahr 2005 schrieb der Der Spiegel: "Das Magische dieser Oper, das Zauberhafte….dort findet das Kind seine eigene Richtigkeit. Das Geheimnis der Zauberflöte ist, das sie uns zielorientierte Erwachsene an dieses chaotische, verrückte, nicht stimmige Kind erinnert".
Im Februar 2006 spielte Gabriel Barylli am Tiroler Landestheater die Hauptrolle in Nestroy’s Der Zerrissene. Die Wiener Zeitung schrieb dazu: 5. Februar 2006: „Der Glücksfall heißt Gabriel Barylli: Der vielseitige Wiener Autor und Schauspieler triumphiert auf der Bühne …. in Johann Nestroys Posse „Der Zerrissene“ und reißt in der intelligent-modernen Inszenierung von Michael Gampe das ganze Ensemble mit.“ 
Die Pressestimmen zur Uraufführung von Udo Jürgens Musical "Ich war noch niemals in New York" mit dem Libretto von Gabriel Barylli lauteten: …Wenn der Eindruck von der Vorpremiere am Samstag nicht trügt, ist ein kleines Wunder geschehen. Udo Jürgens ist nicht bloß Musicalfähig, das Stück, dessen Libretto Gabriel Barylli geschrieben hat, ist wider Erwarten ein grandioses Theaterereignis geworden... " WDR Kultur Dezember 2007 "… Gabriel Barylli und Co-Autor Christian Struppeck liefern eine unterm Strich brillante Persiflage auf Dekadenz, Karrieregeilheit und die mediale Scheinwelt unserer Zeit." FAZ Dezember 2007 "Möglicherweise liebt Gabriel Barylli, der das Libretto schrieb, die Screwball-Comedies der Dreißiger, denn gelegentlich blitzt der scharfe Witz aus Klassikern wie „Leoparden küsst man nicht“ auf."
Die Kritik zur Buchveröffentlichung in der Zeitschrift Nachrichtenmagazin schrieb: „Barylli kritisiert in "Paradies" auf subtile Art und Weise Religionen, Gesellschaft und Politik, liefert aber auch Anstöße, wie man es besser machen könnte.“
Barylli war zeitweise ein Vertrauter des österreichischen Ex-Vizekanzlers und Rechtspopulisten HC Strache. Über die Jahre sei eine „freundschaftliche Nähe“ entstanden, sagte Barylli nach der Ibiza-Affäre dem Nachrichtenmagazin News, „weil ich Ihnen keinen Satz von ihm (Strache, Anm.) sagen kann, den ich verwerflich fände.“ 2018 gab die FPÖ einen Kinofilm über den damaligen Parteiobmann Strache bei Barylli in Auftrag, nach der Ibiza-Affäre distanzierte sich die FPÖ von dem Filmprojekt. Barylli unterstütze die Asylpolitik von Strache, sprach sich gegen Migration aus und äußerte sich kritisch über den Islam: „Der Islam ist keine Religion, sondern eine politische Agenda, die sich den Mantel der Religion umgehängt hat. Unser Gott versteht, dass wir in einer befreiten Gesellschaft leben, in der Männer und Frauen einander auf Augenhöhe begegnen. Das muss man heute betonen, sonst gerät unsere Gesellschaft aus vorauseilendem Gehorsam gegenüber einer anderen Kultur in Gefahr.“
Die Corona-Pandemie bezeichnete er als „keine Katastrophe“ sondern „gesundheitliche Irritation“. Er bestreitet, dass CO2-Ausstoß zur Erderwärmung beiträgt. Ein Theaterstück von ihm zu dem Thema ist fertig, aber unveröffentlicht. Zudem vertritt Barylli Thesen vom Großen Austausch: „Es ist Fakt, dass in den Großstädten Erstklässler mittlerweile mehrheitlich Moslems sind. Rechnet man das auf 120 Jahre hoch, können wir nichts mehr ausrichten, denn dann entscheidet eine andere Kultur ganz demokratisch unser Wahlergebnis in Richtung Scharia. Das ist der Plan.“
Nach der Uraufführung eines Stückes Sommerabend schrieb die Süddeutsche Zeitung am 1. Mai 2019: „…der Autor und Regisseur Barylli zeigt sich als Meister der naturalistischen, psychologisch stimmigen Figurenzeichnung“.

## Bücher
- Butterbrot. Roman. Fischer Taschenbuch Verlag, Frankfurt am Main 1992, ISBN 3-596-11302-4.
- Folge dem gelben Steinweg. Roman. 1991.
- Schmetterling. Roman. Nymphenburger, München 1992, ISBN 3-485-00661-0 (Fortsetzung von „Butterbrot“).
- Honigmond. Für alle, die noch an den Märchenprinzen glauben. 1. Auflage. Nymphenburger, München 1993, ISBN 3-485-00679-3.
- Zweimaldrei Stücke. Butterbrot. Honigmond. Abendwind. 1993.
- Rot Weiß Rot. Österreichs Farbenpracht. 1995.
- Nachmittag am Meer. Nymphenburger, München 1997, ISBN 3-485-00761-7.
- Denn sie wissen, was sie tun. Roman. Nymphenburger, München 1998, ISBN 3-485-00782-X.
- Wer liebt, dem wachsen Flügel. Nymphenburger, München 1999, ISBN 3-485-00809-5.
- Alles, was du suchst. Roman. 1. Auflage. Argon, Berlin 2001, ISBN 3-87024-523-9.
- Wo beginnt der Himmel. Argon, Berlin 2002, ISBN 3-87024-520-4.
- Salzburg. Eine Liebe. Christian Brandstätter, Wien 2005, ISBN 3-85498-445-6.
- Echtzeit. LangenMüller, München 2009, ISBN 978-3-7844-3171-0.
- Paradies. Styria, Wien 2012, ISBN 978-3-222-13356-5.
- Beginn. Styria, Wien 2012, ISBN 978-3-222-13371-8.
- Der Brief eines Vaters an seinen Sohn. Styria, Wien 2013, ISBN 978-3-222-13400-5.
- WAHRHEIT. Styria, Wien 2013, ISBN 978-3-222-13426-5.
- Die Botschaft des Himmels. Silverline Publishing, New York 2019, ISBN 978-9962-702-30-6.
- Gabriel Barylli: Die Botschaft des Himmels Teil 2. Band 2. Silverline Publishing, New York 2019, ISBN 978-9962-702-38-2.

## Theater – Regie & Schauspiel (Auswahl)
- Kleist, Berlin, Schillertheater, 1981

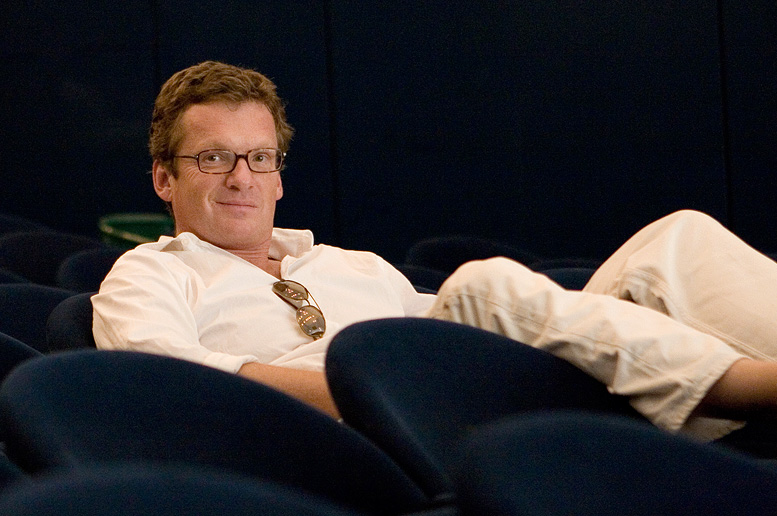
Gabriel Barylli im Stadttheater Mödling.

- Na also – Good Bye, Berlin: Schillertheater, 1981
- Abendrot, Wien, Schauspielhaus, 1985
- Morgentot, Wien, Volkstheater, 1989
- Honigmond, Wien, Akademietheater, 1991, Burgtheater, 1992, Kammerspiele, Regie
- Abendwind, Wien, Akademietheater, 1993
- Ohio? Wieso?!, München, Theater 44, Regie, 2005
- Honigmond, Wien, Kammerspiele, Regie, 2006
- Amarone, Wien, Wiener Kammerspiele, Regie, 2007/2008
- Buddenbrooks, Wien, Theater in der Josefstadt, Schauspiel, 2008/2009
- Ohio = wieso?!, Wien, Kammerspiele, Regie, 2009
- Honigmond, München, Komödie im Bayerischen Hof, Regie, 2009
- Butterbrot, Wien, Kammerspiele, Regie, 2009
- Victor & Victoria, Festspiele Stockerau, Regie, 2010
- Sie spielen unser Lied, Festspiele Stockerau, Regie, 2011
- Polsprung, Villach, Neue Bühne, Regie, 2011
- Butterbrot, Salzburger Landestheater, Regie, Schauspiel 2012
- Showtime, Altes Schauspielhaus Stuttgart, 2014
- Sommerabend, Theater an der Kö, Theater am Dom, Komödie im Bayerischen Hof 2019
- 5 Männer, Freie Bühne Wieden, Wien, Regie und Autor, 2019
- "Eine Mutter, zwei Töchter", Theater an der Kö, Regie und Autor 2022

## Film – Drehbuch, Regie & Schauspiel
- 1981: Der Schüler Gerber, Schauspiel
- 1984: Die Frau ohne Körper und der Projektionist, Schauspiel
- 1984: Eine blaßblaue Frauenschrift, Schauspiel (Fernsehfilm)
- 1984: Gespenstergeschichten: Ambrose Temple
- 1985: Welcome in Vienna, Schauspiel
- 1985: Codename: Emerald, Schauspiel
- 1986: Mit meinen heißen Tränen, Schauspiel (Fernsehfilm)
- 1986: Wohin und zurück – Teil 2: Santa Fe (Fernsehfilm)
- 1986: Wohin und zurück – Teil 3: Welcome in Vienna
- 1988: Tatort: Salü Palu (Fernsehserie)
- 1988: Der jüngste Tag, Schauspiel (Fernsehfilm nach dem gleichnamigen Stück von Ödön von Horváth, Rolle: Hudetz)
- 1990: Butterbrot, Regie und Drehbuch
- 1990: Ekkehard, Schauspiel
- 1995: Honigmond, Regie und Drehbuch
- 1995: Eine französische Frau, Schauspiel
- 1998: Krambambuli, Schauspiel
- 1999: Wer liebt, dem wachsen Flügel, Regie und Drehbuch
- 1999: Preis der Unschuld, Regie und Drehbuch
- 2000: Feindliche Schwestern – Wenn aus Liebe Hass wird, Regie
- 2001: Anwalt des Herzens, Regie und Schauspiel
- 2001: Reise des Herzens, Regie
- 2002: Die Zeit mit dir, Schauspiel
- 2003: Das Licht von Afrika, Regie
- 2006: Kronprinz Rudolf, Schauspiel
- 2006: Eva Zacharias, Schauspiel
- 2007: Weiße Lilien, Schauspiel
- 2010: Aschenputtel, Schauspiel
- 2011: Barylli's Baked Beans, Regie und Drehbuch
- 2019: M – Eine Stadt sucht einen Mörder (Fernsehserie, Schauspiel)

## Auszeichnungen
- Eine französische Frau, Kino, Silberner St. Georg in Moskau, Darstellerpreis für die Hauptrolle, 1991
- Butterbrot, Bayerischer Filmpreis für das Drehbuch (Dialoge) der Verfilmung, 1989[25]
- Grimme-Preis für die Darstellung des Revierförsters Walch in Krambambuli, 1999
- Österreichisches Ehrenkreuz für Wissenschaft und Kunst, 2007

## Einzelbelege
1. ↑  1921–2022: Geiger Walter Barylli im Alter von 100 Jahren gestorben, DerStandard.de, 10. Februar 2022, abgerufen am 30. Juli 2022: „Der Vater von Gabriel Barylli war jahrzehntelanges Mitglied und Vorstand der Wiener Philharmoniker“
2. ↑  Gabriel Barylli im Munzinger-Archiv (Artikelanfang frei abrufbar), abgerufen am 30. Juli 2022
3. ↑  Freitag, den 22.10.1999 Fachhochschule Fulda, Halle 8 19.30 Uhr, Butterbrot – 3 Männer und die Frauen, Biografie von Gabriel Barylli (Memento vom 10. Juni 2015 im Internet Archive), abgerufen am 30. Juli 2022
4. ↑  Gabriel Barylli, whoswho.de, abgerufen am 30. Juli 2022
5. ↑   Bayerischer Filmpreis : Preis für Dialoge für Gabriel Barylli in Butterbrot, 1989, München, Blickpunkt:Film, abgerufen am 30. Juli 2022
6. ↑  Das himmlische Kind. (PDF) „Ein erotisches Märchen“, Der Theaterautor Gabriel Barylli über die „Zauberflöte“ und die Liebe. In: Der Spiegel 51/2005. S. 162, abgerufen am 30. Juli 2022.
7. ↑  Ariadne von Schirach: »Ein erotisches Märchen«: Der Theaterautor Gabriel Barylli über die »Zauberflöte« und die Liebe. „Ein erotisches Märchen“, Der Theaterautor Gabriel Barylli über die „Zauberflöte“ und die Liebe. In: Der Spiegel 51/2005. 18. Dezember 2005, S. 162, abgerufen am 30. Juli 2022.
8. ↑  Barylli's Baked Beans. In: prisma. Abgerufen am 15. November 2022.
9. ↑  Cherubim: Uraufführung in Villach, neuebuehnevillach: Ein zauberhaftes Musical von Gabriel Barylli mit Musik von Erwin Kiennast. (Seite nicht mehr abrufbar, festgestellt im März 2025. Suche in Webarchiven)  Info: Der Link wurde automatisch als defekt markiert. Bitte prüfe den Link gemäß Anleitung und entferne dann diesen Hinweis., monat.at, 24. November 2015, abgerufen am 30. Juli 2022
10. ↑  Michael Cramer: Problematischer „Sommerabend“, theaterpur.net, 2. Mai 2019, abgerufen am 30. Juli 2022
11. ↑  ,Sommerabend' sorgt für Gefühlsstürme, WAZ.de, 24. Mai 2018, abgerufen am 30. Juli 2022
12. ↑  Regina Goldlücke: Düsseldorf: Er lässt es im Theater krachen, rp-online.de, 5. Oktober 2017, abgerufen am 30. Juli 2022
13. ↑  Mathias Hejny: Autor Gabriel Barylli inszenierte sein Stück „Somermabend“ in der Komödie am Bayerischen Hof selbst. Ein Interview, abendzeitung-muenchen.de, 29. April 2019, abgerufen am 30. Juli 2022
14. ↑  Ich war noch niemals in New York (2019), epd-film.de, abgerufen am 30. Juli 2022
15. ↑  Nürnberger Model heiratet TV-Star: Sie ist seine Fünfte! In: abendzeitung-muenchen.de. 22. August 2008, abgerufen am 30. Juli 2022.
16. ↑  , auf spiegel.de
17. ↑  Ein zeitgenössischer „Zerrissener“ pendelt zwischen Ernst und Komödiantik: Innsbruck bejubelt Nestroy, auf wienerzeitung.at
18. ↑  Udo-Jürgens-Musical: Es tut gar nicht weh, auf sueddeutsche.de
19. ↑  Am Weg ins Paradies, auf news.at
20. 1 2  Lisa Ulrich-Gödel: Gabriel Barylli: „Die Impulse der FPÖ waren die richtigen“. In: news.at. 31. August 2022, abgerufen am 4. Oktober 2022.
21. ↑  Gabriel Barylli dreht einen Film über seinen Freund Strache. In: DiePresse.com. 13. September 2019, abgerufen am 9. Juni 2022.
22. ↑  FPÖ stoppt Kinofilm über Strache. In: DiePresse.com. 30. Oktober 2019, abgerufen am 9. Juni 2022.
23. ↑  „Wir hatten eine gesundheitliche Irritation“, tt.com, 23. August 2020, abgerufen am 4. Oktober 2022
24. ↑  Katharsis: Vor dem Donnerwetter, auf sueddeutsche.de
25. ↑  Der Bayrische Filmpreis 1988–1990, Günter Olzog Verlag GmbH, München 1991, ISBN 3-7892-7391-0

| Personendaten    | Personendaten                                               |
| ---------------- | ----------------------------------------------------------- |
| NAME             | Barylli, Gabriel                                            |
| KURZBESCHREIBUNG | österreichischer Schriftsteller, Schauspieler und Regisseur |
| GEBURTSDATUM     | 31. Mai 1957                                                |
| GEBURTSORT       | Wien                                                        |